# Международная федерация каноэ
Международная федерация каноэ (англ. International Canoe Federation, сокр. ICF) — управляющая организация мировой гребли на байдарках и каноэ. Объединяет 171 национальную федерацию. Штаб-квартира находится в швейцарском городе Лозанна. Президентом ICF с 2021 является Томас Конецко (Германия).

## Дисциплины

### Гладкая вода
- Гонки на байдарках и каноэ
- Гребной марафон на байдарках и каноэ
- Параканоэ на байдарках и каноэ с балансиром
- Канополо на байдарках

### Бурная вода
- Гребной слалом на байдарках и каноэ
- Гонки на байдарках и каноэ
- Фристайл на байдарках и каноэ

### Открытая вода
- Океанские гонки на байдарках

### Другие дисциплины
ICF имеет партнёрские отношения с организациями, проводящими соревнования по гонкам на драгонботах, гонкам на ва’а (каноэ с балансиром), гонкам на каноэ с парусом, сёрфингу на байдарках, сёрфингу с веслом стоя на доске (SUP).

## История
Развитие гребли на байдарках и каноэ началось в 60-е годы XIX века, когда в ряде стран Европы появились гребные клубы и стали проводиться спортивные гонки вначале на байдарках, а затем и на каноэ.
В 1924 году в Копенгагене было основано Международное представительство каноэ (нем. Internationale Repräsentantenschaft Kanusport, сокр. IRC), в которое вошли национальные федерации по гребле на байдарках и каноэ Австрии, Германии, Дании и Швеции. В том же году гонки на каноэ были представлены на Олимпийских играх в Париже в качестве демонстрационного вида. В 1936 гребля на байдарках и каноэ официально была включена в программу Олимпийских игр. Было разыграно 9 комплектов наград в мужских соревнованиях. В 1948 году на Олимпиаде дебютировали женщины. В 1933 году был проведён первый чемпионат Европы, а в 1938 — первый чемпионат мира по гребле на байдарках и каноэ.
В 1946 году вместо прежней организации образована Международная федерация каноэ (англ. International Canoe Federation, сокр. ICF), на сегодняшний день являющаяся управляющей структурой для 8 различных дисциплин гребли на байдарках и каноэ.
В 1933 году состоялись первые соревнования по гребному слалому на байдарках и каноэ, первоначально на гладкой воде. С 1949 года проводятся чемпионаты мира по этому вида спорта на бурной воде, а в 1972 гребной слалом дебютировал в программе Олимпийских игр, но затем был исключён из олимпийской программы. С 1992 года слалом вновь в программе Олимпийских игр.
В 1929 году впервые были проведены гонки на байдарках на длинные дистанции — марафон, но широкое развитие этот вид гребли получает только в 1960-е годы. С 1988 проводятся чемпионаты мира по марафонским гонкам на дистанциях свыше 10 км (обычно до 30 км), а в 2019 в программу мировых первенств включены и короткие гонки (дистанция до 10 км).
В программу чемпионата мира 2010 года по гребле на байдарках и каноэ включено параканоэ — гонки на байдарках для спортсменов с ограниченными возможностями. С 2016 параканоэ — в программе Паралимпийских игр.
В конце XIX века в Великобритании зародилось игра с мячом канополо, в которой спортсмены передвигаются по водному игровому полю на байдарках. С 1994 года проводятся чемпионаты мира по канополо. На летних Олимпийских играх 2012 эта дисциплина присутствовала в качестве демонстрационного вида.
В конце 1940-х годов получили развитие гонки на байдарках и каноэ на бурной воде. С 1959 года проводятся чемпионаты мира по этому виду гребли на классической (6-10 км) и спринтерской (200—600 м) дистанциях.
С 1991 года проводятся соревнования по фристайлу на бурной воде (с 2007 — под эгидой ICF).
С 1970-х годов проводятся гонки на байдарках на открытых водных просторах (океанские гонки). С 2013 года чемпионаты мира по этой дисциплине проходят под эгидой ICF.

### Президенты IRC
- 1924—1925 —  Франц Райнике
- 1925—1928 —  Ханс Бауман
- 1928—1932 —  Франц Райнике
- 1932—1945 —  Макс Эккерт

### Президенты ICF
- 1946—1950 —  Юнас Асшир
- 1950—1954 —  Харальд Есперсен
- 1954—1960 —  Карел Попел
- 1960—1980 —  Шарль де Кокромон
- 1980—1998 —  Серджо Орси
- 1998—2008 —  Ульрих Фельдхофф
- 2008—2021 —  Хосе Перурена Лопес
- с 2021 —  Томас Конецко

## Классы лодок в различных дисциплинах гребли

### Гребля на байдарках и каноэ
- Олимпийские игры 2024:
  - мужчины: гонки на 500 м на К2 (байдарка-двойка), К4 (байдарка-четвёрка), С2 (каноэ-двойка); гонки на 1000 м на К1 (байдарка-одиночка), С1 (каноэ-одиночка)
  - женщины: гонки на 200 м на С1; гонки на 500 м на К1, К2, К4, С2.
- Чемпионат мира 2023:
  - мужчины: гонки на 200 м на К1, С1; гонки на 500 м на К1, К2, К4, С1, С2, С4 (каноэ-четвёрка); гонки на 1000 м на К1, К2, С1, С2; гонки на 5000 м на К1, С1.
  - женщины: гонки на 200 м на К1, К2, С1, С2; гонки на 500 м на К1, К2, К4, С1, С2, С4; гонки на 1000 м на К1, С1; гонки на 5000 м на К1, С1.
  - микст: гонки на 200 м на К2, С2.

### Гребной слалом
- Олимпийские игры 2024:
  - мужчины: К1, КХ1 (байдарка-кросс), С1.
  - женщины: К1, КХ1 (байдарка-кросс), С1.
- Чемпионат мира 2023:
  - мужчины: К1, К1-командные соревнования, КХ1, С1, С1-командные соревнования.
  - женщины: К1, К1-командные соревнования, КХ1, С1, С1-командные соревнования.

### Гребной марафон
- Чемпионат мира 2023:
  - мужчины: К1, К2, С1, С2, К1-короткая гонка, С1-короткая гонка.
  - женщины: К1, К2, С1, К1-короткая гонка, С1-короткая гонка.

### Параканоэ
- Паралимпийские игры 2024:
  - мужчины: KL1, KL2, KL3, VL2 (ва’а-двойки), VL3  (ва’а-тройки).
  - женщины: KL1, KL2, KL3, VL2, VL3.
- Чемпионат мира 2023:
  - мужчины: KL1, KL2, KL3, VL1 (ва’а-одиночки), VL2 (ва’а-двойки), VL3  (ва’а-тройки).
  - женщины: KL1, KL2, KL3, VL1, VL2, VL3.

### Гонки на бурной воде
- Чемпионаты мира 2022 и 2023:
  - мужчины: классические гонки — К1, К1-командные соревнования, С1, С2; спринтерские гонки — К1, К1-командные соревнования, С1, С1-командные соревнования, С2.
  - женщины: классические гонки — К1, К1-командные соревнования, С1; спринтерские гонки — К1, К1-командные соревнования, С1, С2.

### Фристайл на бурной воде
- Чемпионат мира 2022:
  - мужчины: К1, С1.
  - женщины: К1, С1.

### Океанские гонки
- Чемпионат мира 2022:
  - мужчины: К1.
  - женщины: К1.

## Структура ICF
Высший орган Международной федерации каноэ — Конгресс, который созывается один раз в два года. В работе Конгресса приглашаются принять участие все национальные федерации, являющиеся членами ICF.
Для решения задач, поставленных Конгрессом перед ICF, а также уставных требований, делегаты Конгресса избирают Совет директоров, который проводит в жизнь решения Конгресса, а также осуществляет стратегическое руководство видом спорта. Совет состоит из президента ICF, двух вице-президентов, генерального секретаря, казначея, представителей пяти континентальных ассоциаций (по 3 от каждой) и председателей комитетов (10).
В составе Совета образуется Исполнительный комитет (Исполком). Он состоит из президента, двух вице-президентов, генерального секретаря, казначея, президентов пяти континентальных ассоциаций и председателей трёх комитетов (по гонкам, гребному слалому и атлетов). Исполком осуществляет повседневное руководство ICF и обеспечивает выполнение решений Конгресса и Совета директоров.
В каждой из восьми спортивных дисциплин образованы постоянные технические комитеты, отвечающие за правила и проведение международных соревнований. Также существуют комитет атлетов и медицинско-антидопинговый комитет.
ICF разделена на 5 континентальных ассоциаций, которые являются структурными подразделениями ICF. Они полномочные представители ICF в своих географических зонах. Национальные федерации являются одновременно членами ICF и своей континентальной ассоциации.

Карта мира с разделением по континентальным ассоциациям ICF

Список континентальных ассоциаций выглядит следующим образом:
- Европейская ассоциация каноэ (ECA) — Европа;
- Азиатская конфедерация каноэ (ACC) — Азия;
- Африканская конфедерация каноэ (САC) — Африка;
- Панамериканская федерация каноэ (PACF) — Америка;
- Ассоциация каноэ Океании (OCA) — Австралия и Океания.

### Руководство
- Президент —  Томас Конецко.
- Вице-президент —  Сесилия Фариас.
- Вице-президент —  Луис Рабанеда-и-Касельес.
- Генеральный секретарь —  Ричард Петтит.
- Казначей —  Лючано Буонфильо.
- Президенты континентальных ассоциаций —  Жан Зунграна (ECA),  Чайнаронг Чароэнрук (ACC),  Жуан Мануэл да Кошта Алегре Афонсу (CAC),  Виктор Руис (PACF),  Мэри Барнетт (OCA).

## Члены ICF

### Европа
46 национальных федераций: Австрия, Азербайджан, Албания, Андорра, Армения, Белоруссия, Бельгия, Болгария, Босния и Герцеговина, Великобритания, Венгрия, Германия, Греция, Грузия, Дания, Израиль, Ирландия, Испания, Италия, Кипр, Косово, Латвия, Литва, Люксембург, Мальта, Молдавия, Нидерланды, Норвегия, Польша, Португалия, Россия, Румыния, Северная Македония, Сербия, Словакия, Словения, Турция, Украина, Финляндия, Франция, Хорватия, Черногория, Чехия, Швейцария, Швеция, Эстония.

### Азия
38 национальных федераций: Афганистан, Бутан, Бруней, Восточный Тимор, Вьетнам, Гонконг, Индия, Индонезия, Ирак, Иран, Казахстан, Камбоджа, Катар, Китай, КНДР, Кувейт, Кыргызстан, Лаос, Ливан, Макао, Малайзия, Монголия, Мьянма, Непал, ОАЭ, Пакистан, Палестина, Саудовская Аравия, Сингапур, Таджикистан, Таиланд, Тайвань, Туркменистан, Узбекистан, Филиппины, Шри-Ланка, Южная Корея, Япония.

### Африка
39 национальных федераций: Алжир, Ангола, Ботсвана, Буркина-Фасо, Бурунди, Гана, Гвинея, Гвинея-Бисау, Джибути, Египет, Замбия, Камерун, Кения, Коморские Острова, ДР Конго, Кот-д’Ивуар, Либерия, Ливия, Маврикий, Мадагаскар, Малави, Мали, Марокко, Мозамбик, Намибия, Нигерия, Сан-Томе и Принсипи, Сейшельские Острова, Сенегал, Сомали, Судан, Сьерра-Леоне, Того, Тунис, Уганда, Экваториальная Гвинея, Эритрея, Эфиопия, ЮАР.

### Америка
34 национальные федерации: Антигуа и Барбуда, Аргентина, Аруба, Барбадос, Белиз, Боливия, Бразилия, Венесуэла, Виргинские Британские острова, Гайана, Гватемала, Гондурас, Доминика, Доминиканская Республика, Канада, Колумбия, Коста-Рика, Куба, Мексика, Никарагуа, Панама, Парагвай, Перу, Пуэрто-Рико, Сальвадор, Сент-Винсент и Гренадины, Синт-Мартен, Суринам, США, Тринидад и Тобаго, Уругвай, Чили, Эквадор, Ямайка.

### Австралия и Океания
14 национальных федераций: Австралия, Американское Самоа, Вануату, Гуам, Кирибати, Острова Кука, Новая Зеландия, Палау, Папуа — Новая Гвинея, Самоа, Соломоновы Острова, Тонга, Фиджи, Французская Полинезия (Таити).

## Официальные соревнования
В рамках своей деятельности Международная федерация каноэ отвечает за проведение следующих турниров:
- Соревнования на Олимпийских играх (гонки и слалом) — один раз в 4 года (совместно с МОК);
- Чемпионаты мира по гонкам на байдарках и каноэ — ежегодно;
- Молодёжные и юниорские чемпионаты мира по гонкам на байдарках и каноэ — ежегодно;
- Чемпионаты мира по гребному слалому — ежегодно (кроме олимпийских годов):
- Молодёжные и юниорские чемпионаты мира по гребному слалому — ежегодно;
- Чемпионаты мира по гребному марафону — ежегодно;
- Кубок мира по гребному марафону;
- Соревнования по параканоэ на Паралимпийских играх — один раз в 4 года (совместно с МПК);
- Чемпионаты мира по параканоэ — ежегодно;
- Чемпионаты мира по канополо — один раз в два года по чётным годам;
- Чемпионаты мира по гонкам на бурной воде — ежегодно (спринтерские гонки), раз в два года по чётным годам;
- Чемпионаты мира по фристайлу на бурной воде[1] — один раз в два года по чётным годам;
- Чемпионаты мира по океанским гонкам — один раз в два года по чётным годам.